# هرموجنس فونسکا
هرموجنس فونسکا (انگلیسی: Hermógenes Fonseca؛ زادهٔ ۴ نوامبر ۱۹۰۸) یک بازیکن فوتبال اهل برزیل است.
وی همچنین در تیم ملی فوتبال برزیل بازی کرده‌است.